# Harvill Secker
Harvill Secker é uma empresa editora britânica formada em 2005 a partir da fusão de Secker & Warburg e Harvill Press.